# لبنان الاشتراكي
لبنان الاشتراكي حركة سياسية لبنانية ذات توجه ماركسي أسست سنة 1965. من أهم قادتها أحمد بيضون، وضاح شرارة، فواز الطرابلسي. اندمجت سنة 1970 مع منظمة الاشتراكيين اللبنانيين لتشكل منظمة العمل الشيوعي في لبنان.